# Igoudar Mnabha
Igoudar Mnabha (en àrab إيڭودار منابهة, Igūdār Mnābha; en amazic ⵉⴳⵓⴷⴰⵔ ⵎⵏⴰⴱⵀⴰ) és una comuna rural de la província de Taroudant, a la regió de Souss-Massa, al Marroc. Segons el cens de 2014 tenia una població total de 8.767 persones.